# Олександрійський провулок (Одеса)
Олександрійський провулок — вулиця в Одесі, в історичній частині міста, від Старосінної площі до провулка Чехова. Раніше мав назву Волзький провулок.

## Історія
Перша назва провулка — Олександрівський.